# Goldene Sonne (Dresden)

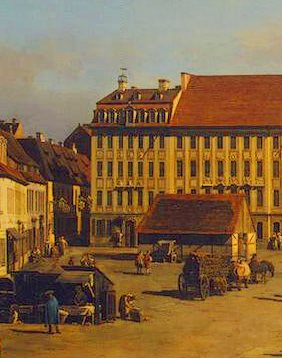
Bernardo Bellotto: Haus "Goldene Sonne" am Neustädter Markt 5 in Dresden (Ausschnitt)

Die Goldene Sonne war ein Wohnhaus am Neustädter Markt 5 in Dresden. Es wurde 1945 zerstört, die Ruine der Fassade im April 1947 gesprengt.

## Geschichte
Die Angaben zum Baudatum des Hauses schwanken zwischen 1727 und 1750. Hertzig geht davon aus, dass das Haus in den Jahren 1737/1739 für den Bader Elias Bauriedel erbaut wurde.
Während der Luftangriffe auf Dresden im Februar 1945 brannte das Gebäude aus und stürzte teilweise ein. Nachdem eine Baufirma ungenehmigt aus der Ruine Deckenbalken entfernte, stürzte die Fassade teilweise ein und wurde im April 1947 gesprengt.

## Beschreibung
Das Gebäude war viergeschossig, die Fassade in sieben Achsen unterteilt. Eine drei Achsen breite Vorlage schmückte die Fassade und war besonders dekoriert. Das Hauszeichen des Gebäudes – der Schlussstein mit dem Relief der Goldenen Sonne – konnte bei der Trümmerräumung geborgen werden.

## Kunstgeschichtliche Bedeutung
Es zählte zu den „schönsten und frühesten Bauten im Knöffelschen Stil“. Die Architektur war „von großer Vornehmheit“. Fritz Löffler sieht Andreas oder Samuel Locke als Entwurfsarchitekten. Hertzig ist der Ansicht, dass Hasche, der auch von Andreas Adam ausgeht, das „Pfundische Haus am Markt“ mit der „Goldenen Sonne“ verwechselt haben könnte. Hertzig selbst vermutet auch Andreas Adam als Entwurfsarchitekten. So aufgrund der aufwändigen Rocailledekoration und der Form der Verdachungen, welche sich in ganz ähnlicher Form auch bei dem Dresdner Hotel „Stadt Rom“ und am Adamschen Haus wiederfinden. Für beide Gebäude – Hotel „Stadt Rom“ und Adamsches Haus – sei Adam als Entwurfsarchitekt gesichert. Auch die Qualität der Architektur lasse einen Baumeister im Umkreis des Dresdner Hofes – also Andreas Adam – möglich erscheinen.